# Domus via dell'Abbondanza
L'Area archeologica di via dell’Abbondanza in centro a Pesaro (nota anche come Domus di via dell’Abbondanza) è stata scoperta nel corso di lavori edili nel 2004 e scavata fino al 2005; dal 2015 è accessibile al pubblico e fruibile con l'ausilio di proiezioni multimediali. L’odierna sistemazione è il risultato del progetto di lavoro a cura della Soprintendenza Archeologia delle Marche, del Comune di Pesaro e di Sistema Museo.

## Descrizione
Si tratta di un esempio di abitazione signorile della prima età imperiale romana. Costruita fra la fine del I secolo a.C. e gli inizi del I secolo d.C., fu restaurata più volte e continuò a essere abitata almeno fino agli inizi del III secolo d.C.

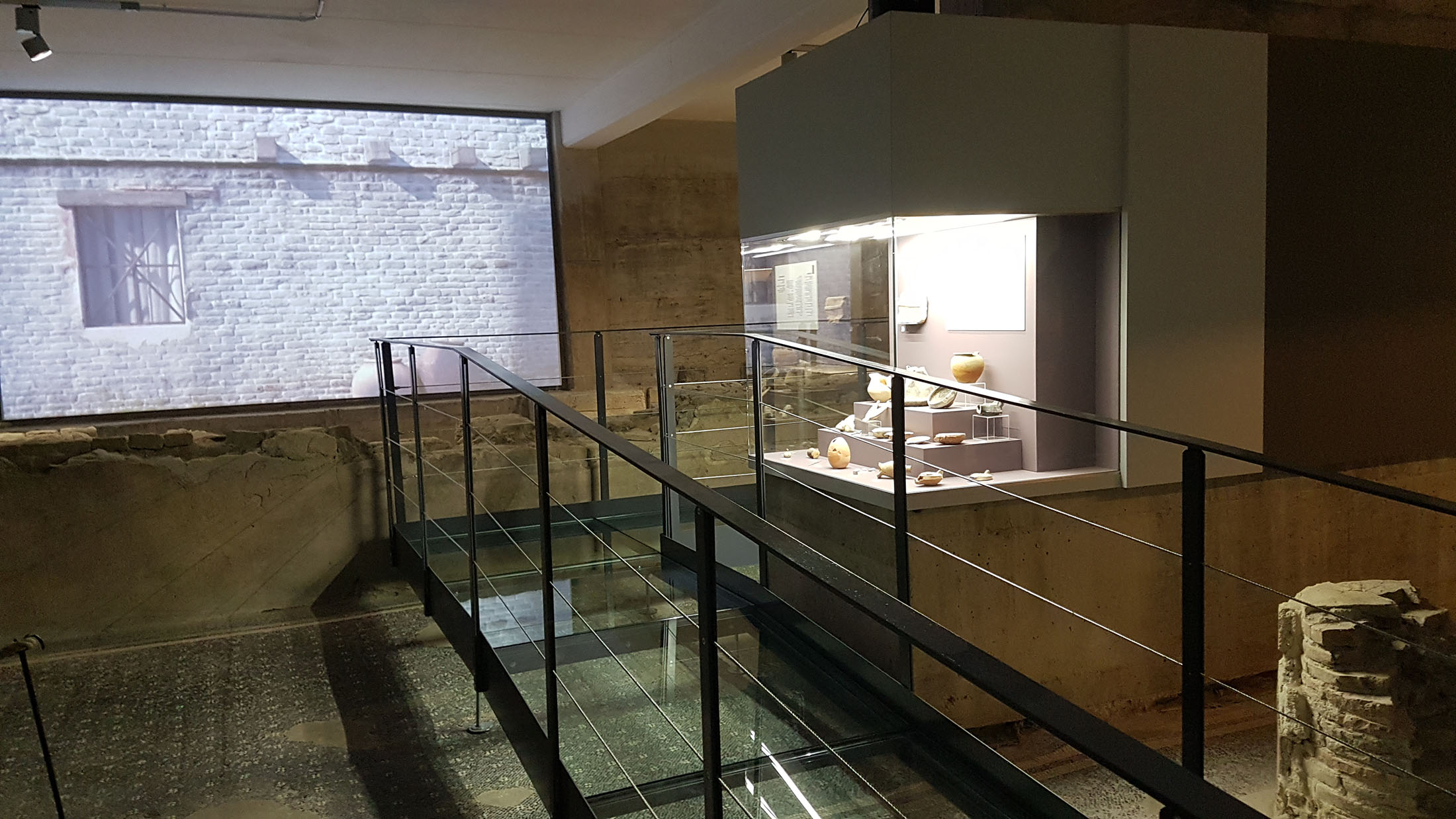
Domus via dell'Abbondanza - Pesaro

Lo spazio meglio conservato è il peristilio, di cui restano le basi di colonne disposte lungo i lati interni, a margine delle canaline di raccolta dell’acqua piovana.
Ai lati si aprivano le stanze riservate alla vita privata della famiglia, alle quali si accedeva attraverso importanti soglie a mosaico. I mosaici, tutti in bianco e nero, sono ampiamente conservati e costituiscono l’elemento più affascinante della casa.
Degli affreschi restano solo porzioni alla base di alcuni ambienti, ma numerosi frammenti sono stati rinvenuti negli scavi insieme a stucchi e a rare decorazioni in terracotta.
Al V secolo d.C. si data la costruzione dell’impianto termale documentato dall’ambiente a ipocausto su suspensurae, ricavato scavando una delle stanze originarie della domus, già abbandonata da tempo.

## Percorso
I reperti emersi durante lo scavo sono esposti all’interno due vetrine dedicate all’epoca romana e alle fasi medievali e rinascimentali. Spicca per importanza, la testa di un piccolo Eros dormiente in terracotta.
Grande impatto è affidato al percorso virtuale con le ricostruzioni tridimensionali degli antichi ambienti della domus, inoltre il percorso per persone con disabilità visiva propone pannelli braille e modelli tattili (a cura del team scientifico del Museo Tattile Statale ‘Omero’ di Ancona).
Fra il 2017 e il 2018, per l’afflusso dei visitatori e i problemi di conservazione dei mosaici, la Soprintendenza Archeologia Belle Arti e Paesaggio delle Marche ha ritenuto necessario istituire una passerella di 22 metri in struttura metallica come percorso di visita obbligato per evitare il calpestìo dei pavimenti.